# Sheina Vaspi
Sheina Vaspi (in ebraico שיינא וספי‎?; Yesud HaMa'ala, 13 agosto 2001) è una sciatrice alpina israeliana che ha rappresentato Israele nello sci alpino paralimpico alle Paralimpiadi invernali del 2022 a Pechino, la prima atleta israeliana a gareggiare ai Giochi paralimpici invernali.

## Biografia
Vaspi è nata a Yesud HaMa'ala, nel nord di Israele, in una famiglia del movimento chassidico Chabad, nipote del tenente colonnello Yoav Vaspi, ucciso nella guerra del Kippur. All'età di tre anni, è rimasta gravemente ferita in un incidente d'auto e di conseguenza le è stata amputata la gamba sinistra.
Durante la riabilitazione, all'età di 16 anni Vaspi ha iniziato a sciare con la Erez Foundation, sotto la guida dell'Associazione sportiva israeliana per i disabili e del Comitato paralimpico israeliano.

## Carriera
L'Associazione Erez e l'Associazione sportiva per disabili hanno sostenuto la sua partecipazioni alle gare di sci alpino agonistico. Successivamente Vaspi si è trasferita in Colorado per allenarsi, trascorrendo lì metà dell'anno. L'allenatore della Vaspi è Scott Olson, con il quale si allena al National Sports Center for the Disabled in Colorado.
Secondo le osservanze religiose della sua famiglia, Vaspi non gareggia durante lo Shabbat e durante le gare indossa una gonna.

### Campionati mondiali
Nel gennaio 2022, Vaspi ha gareggiato a livello internazionale ai Campionati mondiali di sci alpino paralimpico 2021 di Lillehammer, in Norvegia, doce ha concluso al 13º posto nello slalom gigante. Ha successivamente partecipato all'ultima competizione di Coppa del Mondo della stagione ad Åre, in Svezia.; ai Mondiali di Espot 2023 si è classificata 7ª nella discesa libera, 8ª nel supergigante, 8ª nello slalom gigante e 8ª nella combinata.

### Paralimpiadi
Vaspi è la prima atleta a rappresentare Israele alle Paralimpiadi invernali. Ha gareggiato alle Paralimpiadi invernali del 2022 a Pechino, in Cina, nello slalom gigante, nella categoria LW2 in piedi, appoggiandosi sulla gamba destra e con l'ausilio dei bastoncino da sci. Sheina ha terminato la prima gara in 1.18:87 minuti e la seconda in 1.22:31, arrivando nello slalom gigante al 15º posto (su 22 sciatrici). Non è riuscita invece a competere nello slalom speciale, dopo che per un cambio, il programma si era sovrapposto allo Shabbat.